# Lophuromys kilonzoi
Lophuromys kilonzoi és un rosegador del gènere Lophuromys que viu a les muntanyes de Tanzània. L'espècie fou descoberta a les muntanyes Usambara i Uluguru i les zones del voltant. L. chercherensis pertany al subgènere Lophuromys. Segons dades genètiques, L. kilonzoi està relacionat amb un grup al qual pertanyen L. brunneus, L. aquilus i L. verhageni.
Aquest tàxon fou anomenat en honor del microbiòleg tanzà Bukheti Swalehe Kilonzo.